# Транмир Роверс
«Тра́нмир Ро́верс» (полное название — Футбольный клуб «Транмир Роверс»; англ. Tranmere Rovers Football Club, английское произношение: ['trænmɪə ˈroʊvərz 'futbɔ:l klʌb]) — английский профессиональный футбольный клуб из Беркенхеда, графство Мерсисайд, Северо-Западная Англия. Клуб был основан в 1884 году под названием «Белмонт» (Belmont Football Club).
С 1912 года домашние матчи проводит на стадионе «Прентон Парк», вмещающем более 16 тысяч зрителей.
Ближайшими соседями клуба являются именитые «Эвертон» и «Ливерпуль».
В настоящее время выступает в Лиге 2, четвёртом по значимости дивизионе в системе футбольных лиг Англии.

## История
Клуб был основан в 1884 году путём слияния двух местных клубов любителей крикета. Изначальным названием клуба было «Белмонт» Однако год спустя было решено сменить имя команды на «Транмир Роверс». Свой первый матч клуб провёл в Кубке Вызова Ливерпуля и округа в 1886 году. В сезоне 1921/22 «Транмир» вошёл в состав только что созданной Первой Футбольной лиги Англии. Дважды подряд (в 1934 и 1935 году) клуб выходил в финал Кубка Уэльса (в 1935 году выиграл).
Хотя бо́льшую часть своей истории команда выступала в белых футболках и белых шортах, в настоящее время их «традиционными» цветами считается целиком белая форма с голубым левым рукавом.
Транмир является округом южного Биркенхеда, расположенным на восточной стороне полуострова Виррал. Население Транмира на 2001 год составляло 11 тысяч 668 человек. Застроен пригород преимущественно промышленными и жилыми зданиями Викторианской эпохи. Название местность получила благодаря викингам, заселившим его в X веке. В переводе со старо-норвежского Trani-melr значит «Журавлиная коса».
В период между 1991 и 2000 годами клуб находился во втором эшелоне английского футбола, трижды добившись права участвовать в серии плей-офф.
В 2000 году клуб, сыграв в финале Кубка лиги, начав свой путь с 1/64 финала и по ходу выбил такие клубы, как Блэкпул, Ковентри, Миддлсбро, Барнсли, Болтон, но проиграл Лестер Сити со счетом 1:2.
Джон Олдридж, в своё время выступавший за «Ливерпуль» и забивший за профессиональную карьеру свыше 500 голов, стал играющим тренером «Транмира» в 1996 году и занимал этот пост в течение пяти лет (хотя в 1998 году он закончил карьеру игрока). Его предшественником был Джо Кинг, сумевший сделать из команды, которой грозила потеря профессионального статуса, клуб, боровшийся за выход в Премьер-лигу.
Среди других знаменитых игроков, которые в разное время играли за «Транмир», Дикси Дин, Дерек Маунтфилд, Колин Кларк, Джейсон Макатир, Пат Нэвин, Джон Макгрил, Шон Тил, Джон Морриси, Эрик Никсон, Стив Симонсен, Иан Мур, Райан Тэйлор, Иэн Хьюм, Джед Бреннан и Джейсон Кумас.
«Транмир» проводит домашние матчи на стадионе «Прентон Парк», расположенном в Биркенхеде, Виррал. В течение всей истории существования команды ей приходилось бороться как за игроков, так и за болельщиков с двумя гораздо более именитыми соседями — «Ливерпулем» и «Эвертоном», которые базируются за рекой Мерси. Именно это стало причиной того, что бо́льшую часть своих домашних матчей «Транмир» проводит вечером в пятницу.

## Достижения
Кубок Уэльса
Победитель: 1934/35
Финалист: 1933/34
Кубок Англии 
1/4 финала (3): 1999/00, 2000/01, 2003/04
Кубок Футбольной Лиги 
Финалист: 2000